# Zibà Ganíeva
Zibà Paixà Kizi Ganíeva (en àzeri: Ziba Paşa qızı Qəniyeva, 20 d'agost de 1923, Şamaxı, Azerbaidjan o a l'Uzbekistan - 2010, Moscou) va ser una franctiradora d'origen àzeri de l'Exèrcit Roig, a la qual se li atribueixen 21 morts durant la Segona Guerra Mundial. Després de la guerra es va convertir en filòloga.

## Biografia
Zibà Ganíeva era àzeri per part del seu pare i uzbeka per la de la seva mare. El 1937 va ser admesa als cursos de dansa a la recentment creada Filharmònica d'Uzbek. El 1940 es va traslladar a Moscou per a ingressar a l'Acadèmia Russa d'Arts Teatrals, però la guerra la va fer allistar-se voluntàriament a l'exèrcit el 7 de novembre de 1941, poc després de l'obertura del Front Oriental de la Segona Guerra Mundial. L'acompanyava una altra franctiradora, Nina Solova.
Durant la guerra Ganiyeva feia tasques d'operadora de ràdio. Però també va dur a terme fins a 16 operacions d'espionatge o reconeixement darrere de les línies enemigues. Va participar en la batalla de Moscou. La seva carrera militar es va estroncar després de ser greument ferida durant una operació de reconeixement als suburbis de Moscou el 1942. Va ser evacuada del camp de batalla i va estar 11 mesos en un hospital.
Durant la guerra, una foto d'ella va aparèixer al Komsomólskaia Pravda i a la portada de la revista Ogoniok.
Després de la guerra va continuar els seus estudis superiors i l'any 1965 va obtenir el títol de kandidat nauk en filologia, equivalent a un doctorat.

## Obres publicades
- Qorkinin dekadentçiliyə və naturalizmə qarşı mübarizəsi (La Lluita de Gorki Contra la Decadència i el Naturalisme), "Azərbaycan", 1955, número 6
- О сатире Горького в период первой русской революции (Sobre la Sàtira de Gorki en el Primer Període Revolucionari Rus), "Литературный Азербайджан", 1955, número 12
- Страницы из истории революционной поэзии на урду (Pàgines de la "Història de la Poesia Revolucionària en Urdú"), "Народы Азии и Африки", 1970, número 2